# Acta de Independencia del Estado Libre de Cartagena
La Constitución Política del Estado Libre de Cartagena de Indias fue la Carta Política Nacional que sucedió al Acta de Independencia de la Provincia de Cartagena de 1811 y rigió la vida constitucional del Estado Libre de Cartagena desde 1812 hasta la toma de Cartagena de Indias por Pablo Morillo cuando fue derogada por los españoles.

## Antecedentes
Luego de los múltiples movimientos revolucionarios que se llevaron a cabo en las provincias interiores de la Nueva Granada, los nacionalistas de Cartagena iniciaron el 14 de junio de 1810 un golpe de Estado con ayuda de la milicia popular del barrio de Getsemani, y a raíz de ello el gobernador fue destituido, encarcelado y sustituido por Don Blas de Soria. El 13 de agosto de 1810 se establece la Junta Suprema bajo la presidencia de José María García de Toledo. El 4 de febrero de 1811 los realistas intentaron un contragolpe en Cartagena pero fracasan.
Mompox y los pueblos de su jurisdicción se declararon provincia independiente (tanto de Cartagena como de España) el 14 de agosto de 1810 al enterarse de los acontecimientos ocurridos en Santa Fe y del rechazo de Cartagena a las peticiones de la junta de gobierno momposina (creada el 6 de agosto). Ante tales hechos el gobierno de Cartagena envío varios comisionados para la discusión del tema, que terminó en una negociación infructuosa y cuyo resultado final fue que el 31 de enero de 1811 la capital de la provincia dirigiera una fuerte ofensiva militar contra Mompox al mando de Antonio José de Ayos, batalla en la cual Cartagena obtuvo la victoria y retomó su soberanía sobre los momposinos.
A mediados de 1811, los cartageneros estaban ya minados por la división interna entre patriotas y realistas; se habían formado dos partidos que se combatían con furia, y los ánimos, en general, se hallaban muy irritados. Luego de varias escaramuzas importantes, tanto en el campo militar como político, que retardaron en varios meses la declaración de independencia, ésta se proclama el 11 de noviembre de 1811, misma fecha en que el Estado Libre de Cartagena se declara soberano e independiente de España o de otro gobierno extranjero.
Aunque los movimientos separatistas fueron engendrados en la mente de los criollos ricos (que poseían por tanto formación académica), en Cartagena de Indias se dio el fenómeno de la participación de las clases populares en el levantamiento. Como Cartagena disponía de la fuerza militar más grande del Nuevo Reino de Granada, los acontecimientos independentistas significaban que el virrey ya no contaba con dichas fuerzas para aplacar cualquier insurrección que pudiera producirse en Santafé de Bogotá o en otra provincia de la Nueva Granada.
Por otro lado, para Cartagena, la guerra contra Santa Marta en poder de los realistas no se encontraba motivada por pretensiones de conquista. La declaratoria de guerra acudía a un principio político fundamental: «el derecho conque debe obligarse a la parte menor a seguir los votos de la mayoría». La expedición del Ejército del Magdalena al mando del venezolano Miguel Carabaño era esencialmente libertadora, encaminada a «redimir a sus habitantes de la esclavitud española». El objetivo era contundente: Santa Marta «bien por la fuerza de las armas, ó por sus propios esfuerzos» debía agregarse «a la sociedad política a la que todos pertenecemos».
Al fracasar la expedición de Carabaño, el Libertador Simón Bolívar fue comisionado por el Congreso de la Provincia de Tunja para someter a Santa Marta. Al mando de unos 1.500 soldados se dirige de Santa Fe a Cartagena donde debía recibir armas y pertrechos de las autoridades locales para tomar Santa Marta y liberar a Venezuela. Sin embargo el jefe militar de Cartagena Manuel del Castillo y Rada se negó a apoyarlo razón por la cual Bolívar puso sitio durante mes y medio a la ciudad defendida por igual número de combatientes pero la tropa de Bolívar apenas tenía 600 fusiles sin parque ni escuadra. Por otra parte, Cartagena no acepta el ofrecimiento en abril del virrey Francisco Montalvo y Ambulodi para atacar a Bolívar a cambio de someterse nuevamente al rey de España. Bolívar al tener conocimiento de la llegada de la gran expedición pacificadora de Pablo Morillo a Venezuela y atacado por los realistas en Santa Marta que reconquistaron Soledad, Barranquilla y Mompox, mediante un ultimatúm propone reunir todas las facciones en conflicto bajo su mando, o renunciar a su mando de las tropas del Congreso. La respuesta de Cartagena es negativa y Bolívar decide salir a Jamaica británica en mayo de 1815. 
En esos momentos las Provincias Unidas apenas contaban con 3.000 efectivos concentrados en Cúcuta, Casanare y Popayán. Más de 2.000 fusiles, 100 piezas

## Detalles
El Estado Libre de Cartagena subsistió hasta el Asedio de Cartagena que finalizó hasta el 6 de diciembre de 1815, acontecimiento por el cual los españoles comandados por Pablo Morillo restituyeron nuevamente el dominio hispánico sobre Cartagena y su provincia. Este período de reconquista duraría hasta 1821, año en que finalmente los españoles fueron expulsados para siempre de la ciudad.

Los firmantes del documento a continuación.
Remigio Márquez, diputado de Mompox, Prefecto. 
—Por el departamento de Cartagena:
Manuel Benito Revollo. Manuel Rodríguez Torices. Juan de Dios Amador. Germán Gutiérrez de Piñeres. Josef de Arrázola y Ugarte. Manuel Gnecco de Rivero. Manuel Marcelino Núñez. Pedro Romero. Antonio Ángulo. Silvestre Paredes. Francisco García del Fierro. Rafael Torres. Ignacio Cavero. Vicente Marimón. Luis José de Echegaray.
—Por el departamento de Mompox:
Gabriel Gutiérrez de Piñeres. Juan Fernández de Sotomayor. Vicente García. Cecilio Roxas.
—Por el departamento de San Benito Abad:
Ignacio de Narváez. Ignacio Muñoz. Domingo Granados. Miguel de Medina. Juan Berrueco. Fray Ramón Josef de Torres.
—Por el departamento de Tolú:
Eusebio María Canabal. Manuel de Anguiano. Bernardo Timoteo de Alcázar. Nicolás de Zubiría. María Carracedo. Matias Carracedo
—Por el departamento de Simití:
Josef María García de Toledo.
—Ramón Ripoll, Diputado por Tolú, Secretario.

—Vicente Celedonio Gutiérrez de Piñeres, Diputado por Mompox, Secretario. 

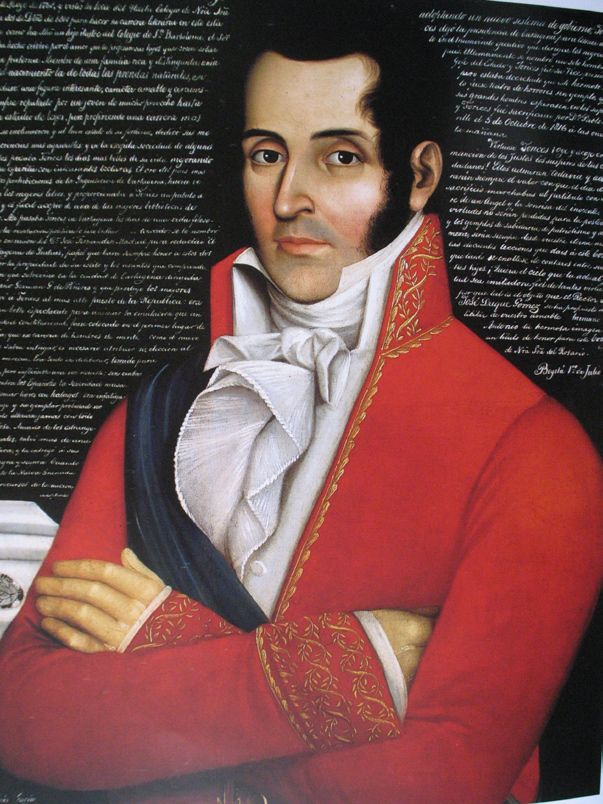
Manuel Rodríguez Torices fue designado Presidente de las Provincias Unidas bajo esta Constitución.

## Principios fundamentales
- Habiendo cesado en España el ejercido de la legítima Real autoridad por la detención del Rey Fernando VII de España y usurpación de la mayor parte de sus dominios de Europa por el Emperador de los franceses, sostenidas y afianzadas por sus armas después de cuatro años, a pesar de los esfuerzos de España por recobrarse, sin que los sucesos de la guerra dejen traslucir perspectiva de restauración no muy lejana; y hallándose, por otra parte, realmente disuelto el antiguo Cuerpo político, de que éramos partes integrantes, por la falta de un centro de autoridad nacional, justa y legítimamente constituida, efecto de una pertinaz combinación de la España europea contra los derechos reconocidos y mil veces reclamados de la España americana, en términos de ser obligadas las Provincias de ésta, excluidas de la asociación con aquella por tal injusticia, a situarse, constituirse y gobernarse a su manera, mientras varían las circunstancias o se determina definitivamente la crisis de la Nación y se confirma y ratifica la Declaración hecha por la antigua Junta de la Provincia de su actual independencia y natural emancipación, resultado necesario de las causas que anteceden.

- Habiendo consentido esta Provincia en unirse en un Cuerpo federativo con las demás de la Nueva Granada que ya han adoptado o en adelante adoptaron el mismo sistema, ha cedido y remitido a la totalidad de su Gobierno general los derechos y facultades propios y privativos de un solo cuerpo de Nación, reservando para sí su libertad política, independencia y soberanía, en lo que no es de interés común y mira a su propio Gobierno, economía y administración interior, y en todo lo que especial ni generalmente no ha cedido a la Unión en el Tratado federal, consentido y sancionado por la convención general del Estado.

- Las Provincias Unidas de la Nueva Granada se reconocen mutuamente como iguales, independientes y soberanas, garantizándose la integridad de sus territorios, su administración interior y una forma de Gobierno republicana. Se prometen recíprocamente la más firme amistad y alianza, se juran una fe inviolable y se ligan en un Pacto eterno cuanto permite la miserable condición humana.

- Dado el caso de la verdadera y absoluta libertad del Rey Fernando VII de España, y su restablecimiento absoluto y verdadero al trono de sus mayores, pertenecerá al Gobierno general de la Nueva Granada el reconocer estas mismas circunstancias y sus derechos, y e] determinar el modo, términos y condiciones del reconocimiento, sujeto a la revisión y ratificación de los Gobiernos federales.

- Entretanto, el Estado de Cartagena será gobernado bajo la forma de una República representativa.

- Los Poderes de la administración pública formarán tres Departamentos separados, y cada uno de ellos será confiado a un cuerpo particular de magistratura; a saber: el Poder legislativo a un cuerpo particular, el Ejecutivo a otro segundo cuerpo, y el Judicial a un tercero. Ningún cuerpo o persona que pertenezca a uno de los Departamentos ejercerá la autoridad perteneciente a alguno de los otros dos, a menos que en algún caso se disponga lo contrario en la Constitución.

- Se promulga que el Poder legislativo reside en la Cámara de Representantes (unicameral) elegidos por el Pueblo: el ejercicio del Poder ejecutivo corresponde al Presidente Gobernador, asociado de dos Consejeros: el Poder judicial será ejercido por los Tribunales del Estado. Habrá un Senado conservador, compuesto de un Presidente y cuatro Senadores, cuyas atribuciones serán sostener la Constitución, reclamar sus infracciones, conocer de las acusaciones públicas contra los funcionarios de los tres Poderes y juzgar en residencia a los que fueren sujetos a ella.

- Se garantiza a todo ciudadano la libertad perfecta en su agricultura, industria y comercio, sin más restricción que la de aquellos ramos reservados a la subsistencia del Estado, y la de los Privilegios temporales en los nuevos inventos a favor de los inventores o de los que introduzcan establecimientos de importancia, y la de las obras de ingenio a favor de sus autores.

- El Estado reconoce y profesa la Religión católica, apostólica, romana, como la única verdadera y la Religión del Estado: ella subsistirá siempre a sus expensas, conforme a las leyes establecidas en la materia.

- La Convención general de Poderes se compone del Presidente Gobernador del Estado, que es su Presidente nato, y los dos Consejeros del Poder Ejecutivo; del Presidente del Senado conservador, que es su Vicepresidente, y los cuatro Senadores; de los miembros del Poder legislativo, y los que ejercen el Poder judicial en el Supremo Tribunal de justicia.

- El Colegio electoral nombrará el presidente Gobernador y sus dos Consejeros: aquel durará en ejercicio por tres años, y podrá ser reelecto por una sola vez, teniendo las tres cuartas partes de los sufragios de todo el Colegio; y en este caso deberán pasar nueve años para ser nuevamente elegido; pero no habiendo reelección, bastará que pasen tres. Los Consejeros se mudarán uno en cada año, saliendo el más antiguo, y por la primera vez el que señalare la suerte: podrán ser reelectos, mas para volver a serlo deberán pasar dos años.

- Se promulga que por muerte, enfermedad u otro motivo que impida al Presidente Gobernador el desempeño de sus funciones, entrará a ejercerlas el Presidente del Senado conservador. Si muriese o quedase impedido alguno de los Consejeros, el Cuerpo legislativo, dentro de octavo día propondrá al Senado, y este dentro de cuatro nombrará uno de los tres propuestos, para que llene el destino mientras se juntan los electores. Por impedimentos temporales y de corta duración, suplirán sus veces los Secretarios respectivos, según la materia de que se trate y la urgencia de su despacho.

- Se promulga que el acto de reforma constitucional corresponde al Colegio electoral, viniendo autorizado para este efecto.

- Pertenece al Colegio electoral la elección de los Representantes que debe enviar el Estado al Congreso de la Nueva Granada.

- Todo ciudadano que tenga las cualidades prescritas por la Constitución, tiene derecho a concurrir por sí, o por medio de su apoderado, a la elección de funcionarios públicos.

- Cada individuo de la sociedad lo tiene a ser protegido por ella en el goce de su vida, libertad y propiedad, conforme a las leyes existentes; y en correspondencia está obligado á concurrir á las expensas de esta protección, y a contribuir con su personal servicio, o un equivalente siendo necesario. Pero ninguna parte de su propiedad puede quitárselo con justicia, o ser aplicada a usos públicos sin su consentimiento o el del Cuerpo representativo del Pueblo, y cuando quiera que la necesidad pública lo exija, debe recibir por ello una justa compensación.

- La libertad del discurso, debate y deliberación en el Cuerpo legislativo es tan esencial a los derechos del Pueblo, que en ningún tiempo pueden ser motivo, fundamento o materia de queja, acción, acusación, ni procedimiento alguno en ningún tribunal, ni ante autoridad alguna.

- Pertenece a los ciudadanos el derecho de reunirse; como sea sin armas ni tumulto, con orden y moderación, para consultar sobre el bien común: no obstante, para que estas reuniones no puedan ser ocasión de malo desorden público, solo podrán verificarse en pasando del número de treinta individuos, con asistencia del Alcalde del barrio, o del Cura párroco, que invitados deberán prestarla.